# Tannenhof (Beiersdorf)
Der Tannenhof ist ein denkmalgeschütztes Einzelgehöft im Ortsteil Beiersdorf der Gemeinde Beiersdorf im Landkreis Görlitz. Das 1909 errichtete Anwesen wurde über 100 Jahre durch verschiedene soziale Einrichtungen genutzt und dient seit 2016 als Clubhaus des RKMC Germany Chapter 7.

## Geografie

### Lage
Der Tannenhof liegt anderthalb Kilometer südlich von Beiersdorf am Südosthang der Steinklunsen (437 m) über dem Flösseltal im Großen Wald. Südöstlich erhebt sich der Fuchsberg (422 m), südlich der Hahneberg (410 m). 
Am Tannenhof führen mehrere markierte Wanderwege zwischen Beiersdorf und Neusalza-Spremberg vorbei, hier gabeln sich die Hauptwanderwege Lausitzer Schlange und Oberlausitzer Bergweg.
Südlich des Hofes stehen auf der Gemarkung von Neusalza-Spremberg zwei als Naturdenkmal geschützte Fichten.

### Nachbarorte
| Beiersdorf | Beiersdorf                                  | Schmiedenthal, Schönbach |
| Oppach     | Kompassrose, die auf Nachbargemeinden zeigt | Neudorf                  |
| Neuoppach  | Neusalza-Spremberg                          |                          |

## Geschichte
Die Trinkerheilstätte „Tannenhof“ war nach dem 1903 eröffneten „Haus Seefrieden“ in Cunnertswalde eine der ersten Einrichtungen der stationären Suchtkrankenhilfe im Königreich Sachsen. Sie wurde 1909 durch die Innere Mission eingeweiht und diente zugleich auch als Zufluchtsstätte für Alkoholkranke.
Ab 1917 wurde der Tannenhof als Erziehungsheim für verwahrloste und zurückgebliebene Mädchen genutzt. An das Mädchenerziehungsheims Tannenhof war auch eine private Mädchenberufsschule angeschlossen.
Ab 1934 erhielt das Anwesen eine neue Nutzung als Erholungsheim und nach dem Ende des Zweiten Weltkrieges als Flüchtlingsheim. 1948 wurde im Tannenhof ein Feierabendheim eingerichtet. 1997 eröffnete das Diakoniewerk Oberlausitz in dem ehemaligen Alten- und Pflegeheim „Tannenhof“ ein Wohnheim für Menschen mit geistiger Behinderung. Aus dem Großhennersdorfer Katharinenhof zogen 16 Bewohner mit schweren Verhaltensauffälligkeiten in den Tannenhof um. Am 10. Juni 2009 wurde das 100-jährige Bestehen des Tannenhofes mit einem Festgottesdienst in der Lutherkirche begangen.
Wegen des hohen Sanierungsbedarfs sowie der fehlenden Barrierefreiheit und Kläranlage wurde das Behindertenwohnheim im Juli 2014 geschlossen. Der Verein Diakoniewerk Oberlausitz schrieb den Tannenhof mit den zugehörigen 50.000 m² Wald- und Wiesenflächen danach zum Verkauf aus.
Im Jahre 2016 übernahm der Motorradclub RKMC Germany Chapter 7 den Tannenhof als Vereinsgebäude.

## Beschreibung
Der Tannenhof besteht aus einem zweiflügeligen Hauptgebäude mit T-förmigen Grundriss und zwei hofseitigen Nebengebäuden. Der zweigeschossige Vorderflügel hat seitliche Holzveranden und ist mit einem Krüppelwalmdach gedeckt. Der hintere Flügel ist eingeschossig mit ausgebautem Dachgeschoss, er hat einen Fachwerkgiebel und ein Mansardsatteldach.